# Flavio Bierrenbach
Flavio Flores da Cunha Bierrenbach ComMM (São Paulo, 25 de outubro de 1939) é um advogado, magistrado e político brasileiro. Foi ministro do Superior Tribunal Militar (STM) de 13 de janeiro de 2000 a 17 de outubro de 2009, tendo exercido a vice-presidência da instituição no biênio 2005/2007.
Em sua carreira, ocupou cargos nos três poderes e em todos os níveis (federal, estadual e municipal) da federação brasileira.

## Biografia
Flavio Flores da Cunha Bierrenbach nasceu em São Paulo em 25 de outubro de 1939, filho de Flavio de Sá Bierrenbach e Maria Flores da Cunha Bierrenbach. Bierrenbach é neto do governador do Rio Grande do Sul, José Antônio Flores da Cunha. Casou-se com Maria Ignes Rocha de Souza Bierrenbach, com quem teve três filhas, Ana Maria, Ana Luiz e Ana Carolina.
Foi diretor da União Nacional dos Estudantes em 1963, quando José Serra era presidente e Marcelo Cerqueira vice-presidente.
Formou-se em Direito, em 1964, pela Faculdade de Direito da Universidade de São Paulo. Foi bolsista da Inter-American University Foundation, na Universidade de Harvard em 1963. Pós graduou-se em Direito Constitucional na Pontifícia Universidade Católica de São Paulo, em 1975.
Tornou-se procurador do Estado de São Paulo, por concurso público, em 1970. Foi conselheiro da Associação dos Advogados de São Paulo de 1973 a 1981, conselheiro da Associação dos Procuradores do Estado de São Paulo de 1973 a 1974, presidente da Associação dos Antigos Alunos da Faculdade de Direito da Universidade de São Paulo e é membro do Conselho Curador da Fundação Arcadas desde sua instituição.
Piloto privado, foi Conselheiro da Fundação Santos Dumont, entre 1974 e 1994, tendo sido seu presidente no biênio 1992-1994. Foi membro da delegação do Brasil na conferência da Organização da Aviação Civil Internacional, em Montreal, Canadá, no ano de 1988, e exerceu a vice-presidência da Transbrasil S/A – Linhas Aéreas, em 1989. É presidente da organização não-governamental ADELFI – Aeronaves Destinadas à Localização de Focos de Incêndio, instituída em 1999.[carece de fontes?] Durante sua carreira parlamentar, criou e presidiu a Associação Parlamentar de Pilotos de Avião, da qual fizeram parte políticos brevetados como o próprio presidente Sarney, Eduardo Suplicy, e o governador José Maranhão.
Em 25 de outubro de 2010, publicou o livro "Dois Séculos de Justiça - Presença das Arcadas no Tribunal mais antigo do Brasil", com lançamento na Associação dos Antigos Alunos da Faculdade de Direito da USP.

## Carreira política
Foi eleito pelo Movimento Democrático Brasileiro vereador da Câmara Municipal de São Paulo (1977-1978); eleito deputado estadual do estado de São Paulo, para o mandato de 1979 a 1982, tendo sido presidente da Comissão de Constituição e Justiça da Assembleia Legislativa do Estado de São Paulo, e também foi deputado federal por São Paulo para o mandato 1983–1986.
Como deputado, foi escolhido pelo presidente da Câmera dos Deputados, o doutor Ulisses Guimarães, para relatar uma emenda constitucional enviada ao Congresso pelo presidente Sarney em 1985, que convocava um Congresso Constituinte para elaborar a nova Constituição do Brasil. Bierrenbach não gostou da proposta apresentada e desde logo considerou apresentar um projeto de emenda substitutivo. Em 9 de agosto, declarou a Folha de S.Paulo que "Minha tarefa será abrir a comissão para a sociedade civil porque entre ela e a posição do governo existe uma distância muito grande que cabe a nós, parlamentares, reduzi-la".
Bierrenbach apresentou seu relatório com a proposta substitutiva em 16 de outubro daquele ano. O substitutivo foi muito atacado por seus colegas deputados. "Ele é um demagogo barato. Fez da função um palanque para se reeleger em São Paulo", disse José Lourenço, líder do Partido da Frente Liberal na Câmara. O líder do Partido Democrático Social, Prisco Viana, condenou-o por não cumprir o que havia dado a entender nas reuniões de liderança na casa de Ulisses. O presidente da Comissão da qual Bierrenbach era o relator, o senador Helvídio Nunes (PDS-PI), brincou que Bierrenbach planejava se candidatar pelo Partido dos Trabalhadores. Com a inconformação geral, Pimenta da Veiga, o líder do PMDB na Câmara, decidiu destituir Flavio Bierrenbach e encontrar outro relator para apresentar um substitutivo.
Sobre a emenda de Giavarina, comentou anos depois em entrevista que a achou "covarde, medíocre e redigida em mau português."
Na eleição de 1986, teve metade dos votos da eleição de 1982, resultado que culpou na falta de fundos: "A campanha começou a ficar muito cara, não tinha patrocínio, não tinha dinheiro", disse. Presidiu o Conselho Nacional de Defesa do Consumidor, do Ministério da Justiça, entre 1987 e 1989, e nessa linha representou o Brasil na International Organization of Consumers Unions.
 Empenhou-se como poucos pela decretação da Anistia e pela instalação de uma Assembléia Nacional Constituinte. Foi um dos articuladores, junto com o notável e respeitadíssimo advogado José Carlos Dias e o Deputado Almino Affonso, da momentosa e até hoje festejada "Carta aos Brasileiros", redigida pelo hoje saudoso professor Goffredo da Silva Telles Júnior. Sem dúvida um vitorioso em suas lutas. Somos não apenas gratos, mas devedores de homens como o ministro Flávio Bierrenbach que se expuseram, apanharam, sofreram processos e até amargaram no cárcere na luta pelas liberdades em nosso país.— Alberto Zacharias Toron

## Superior Tribunal Militar
Foi nomeado ministro do Superior Tribunal Militar por decreto de 22 de dezembro de 1999, tomando posse em 13 de janeiro de 2000. No STM, coordenou os seminários de Direito para professores de cursos de formação de oficiais das Forças Armadas e participou dos Encontros de Magistrados da Justiça Militar da União. Em 2001, Bierrenbach foi admitido pelo presidente Fernando Henrique Cardoso à Ordem do Mérito Militar no grau de Comendador especial. Exerceu o cargo de vice-presidente do Superior Tribunal Militar no biênio 2005/2007.
Aposentou-se em 17 de outubro de 2009 e retornou à advocacia.